# Hazlehurst (Georgia)
Hazlehurst város az USA Georgia államában, Jeff Davis megyében, melynek megyeszékhelye is. Lakosainak száma 4088 fő (2020. április 1.).

## Népesség
A település népességének változása:
| Lakosok száma | 290  | 3787 | 4226 | 4088 |
|               | 1890 | 2000 | 2010 | 2020 |